# Tom Hooper (ishockeyspelare)

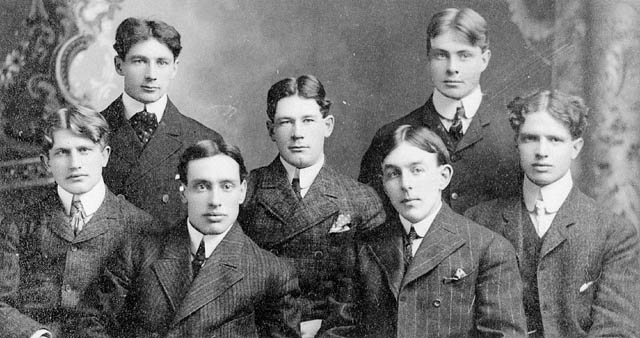
Tom Hooper, tvåa från höger, med Kenora Thistles cirka 1905–1906.

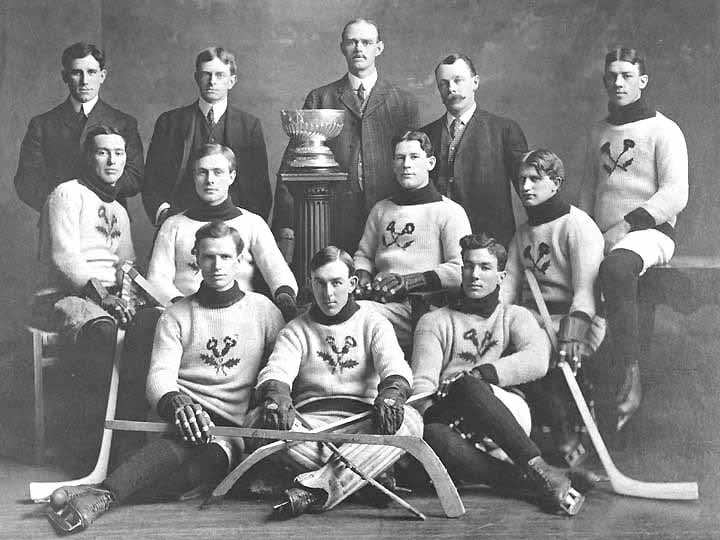
Tom Hooper, tvåa från vänster i mellanraden, med Kenora Thistles och Stanley Cup 1907.

Charles Thomas Hooper, född 24 november 1883 i Rat Portage, Ontario, död 24 mars 1960 i Vancouver, var en kanadensisk ishockeyspelare på amatörnivå.

## Karriär
Tom Hooper spelade för Rat Portage Thistles och Kenora Thistles i Manitoba & Northwestern Hockey Association och Manitoba Hockey Association åren 1901–1907. I klubben hade han sällskap av bland annat Tommy Phillips, Si Griffis och Billy McGimsie. Rat Portage Thistles utmanade Ottawa Senators om Stanley Cup 1903 och 1905, dock utan att lyckas vinna den åtråvärda pokalen. I januari 1907 utmanade Kenora Thistles om Stanley Cup mot Montreal Wanderers från Eastern Canada Amateur Hockey Association. Thistles besegrade Wanderers med siffrorna 4-2 och 8-6 efter bland annat sju mål av Tommy Phillips och bärgade därmed Stanley Cup.
Säsongen 1907–08 spelade Hooper för Pembroke Lumber Kings i Upper Ottawa Valley Hockey League samt för Montreal Hockey Club och Montreal Wanderers i ECAHA. Med Wanderers var han med om att vinna Stanley Cup i januari 1908 sedan laget besegrat Ottawa Victorias över två matcher med siffrorna 9-3 och 13-1. Efter säsongen avslutade han spelarkarriären.
1962 valdes Tom Hooper in i Hockey Hall of Fame.

## Statistik
MNWHA = Manitoba & Northwestern Hockey Association, MPHL = Manitoba Professional Hockey League, ECAHA = Eastern Canada Amateur Hockey Association, UOVHL = Upper Ottawa Valley Hockey League
| 1901–02            | Rat Portage Thistles  | MNWHA              | 8  | 9  | 0 | 9  | 17 | —  | — | — | — | —  |
| 1902–03            | Rat Portage Thistles  | MNWHA              | 5  | 5  | 1 | 6  | —  | —  | — | — | — | —  |
|                    |                       | Stanley Cup        | —  | —  | — | —  | —  | 2  | 0 | 0 | 0 | 0  |
| 1903–04            | Rat Portage Thistles  | MNWHA              | 10 | 2  | 1 | 3  | —  | —  | — | — | — | —  |
| 1904–05            | Rat Portage Thistles  | MHA                | 8  | 9  | 0 | 9  | –  | —  | — | — | — | —  |
|                    |                       | Stanley Cup        | —  | —  | — | —  | —  | 3  | 2 | 0 | 2 | 12 |
| 1905–06            | Kenora Thistles       | MHA                | 9  | 4  | 0 | 4  | —  | —  | — | — | — | —  |
| 1906–07            | Kenora Thistles       | MPHL               | 3  | 4  | 0 | 4  | –  | 2  | 0 | 0 | 0 | 11 |
|                    |                       | Stanley Cup        | —  | —  | — | —  | —  | 3  | 3 | 0 | 3 | 0  |
| 1907–08            | Montreal Hockey Club  | ECAHA              | 7  | 9  | 0 | 9  | 5  | —  | — | — | — | —  |
| 1907–08            | Pembroke Lumber Kings | UOVHL              | 1  | 0  | 0 | 0  | 0  | —  | — | — | — | —  |
| 1907–08            | Montreal Wanderers    | ECAHA              | 2  | 1  | 0 | 1  | 0  | —  | — | — | — | —  |
| 1907–08            | Montreal Wanderers    | Stanley Cup        | —  | —  | — | —  | —  | 2  | 0 | 0 | 0 | 3  |
| MNWHA + MHL totalt | MNWHA + MHL totalt    | MNWHA + MHL totalt | 43 | 33 | 2 | 35 | 17 | 2  | 0 | 0 | 0 | 11 |
| Stanley Cup totalt | Stanley Cup totalt    | Stanley Cup totalt | —  | —  | — | —  | —  | 10 | 5 | 0 | 5 | 15 |

## Meriter
- Stanley Cup – 1907 med Kenora Thistles och 1908 med Montreal Wanderers.